# BepiColombo
BepiColombo je společná mise Evropské vesmírné agentury (ESA) a Japonské vesmírné agentury (JAXA) k planetě Merkur. Součástí mise jsou dva orbitery, sonda na povrch Merkuru (The Mercury Surface Element, MSE) byla zrušena kvůli nedostatku peněz. Start proběhl 20. října 2018 z Kourou pomocí rakety Ariane 5.

## Mise
Mise je složena ze dvou sond: Mercury Planetary Orbiter (MPO) vyrobený ESA a Mercury Magnetospheric Orbiter (MMO) vyrobený JAXA.
Tyto dvě sondy byly společně vyslány k Merkuru raketou Ariane 5 v říjnu 2018. Společně absolvují šest meziplanetárních přeletů, než se dostanou k Merkuru. Využijí slunečního a elektrického pohonu a gravitačního praku Země, Venuše a Merkuru.
Přílet na oběžnou dráhu Merkuru byl plánován na 5. prosince 2025, délka hlavní mise bude činit jeden rok s případným prodloužením o další rok. MPO je vybaven sadou jedenácti vědeckých přístrojů poskytnutých různými evropskými zeměmi (kamera ve viditelném spektru, laserový výškoměr a spektrometr v rentgenovém spektru). Rusko poskytne gama a neutronový spektrometr. Sonda se pokusí zmapovat celý povrch v několika různých vlnových délkách a bude hledat vodní led v kráterech na pólech, které jsou trvale ve slunečním stínu.
Porucha v pohonném systému sondy v dubnu 2024 způsobila horší funkci iontových motorů, takže trasa se musela změnit - přílet byl odložen až na listopad 2026, tedy skoro o rok.
Důležité milníky letu sondy:

Dráha sondy 2018-2025

- 10.04.2020 Manévr u Země - proběhl;
- 15.10.2020 Manévr u Venuše 1 - proběhl;[3]
- 11.08.2021 Manévr u Venuše 2 - proběhl, jen 33 hodin po průletu sondy Solar Orbiter;[3]
- 02.10.2021 Manévr u Merkuru 1 - proběhl v den, kdy by Giuseppe Colombo oslavil 101.  narozeniny;
- 23.06.2022 Manévr u Merkuru 2 - proběhl;
- 20.06.2023 Manévr u Merkuru 3 - proběhl;
- 05.09.2024 Manévr u Merkuru 4;
- 02.12.2024 Manévr u Merkuru 5;
- 09.01.2025 Manévr u Merkuru 6;
- 05.12.2025 Oddělení MMO od MPO.

## Komponenty

### Pohonná jednotka: Mercury Transfer Module (MTM)

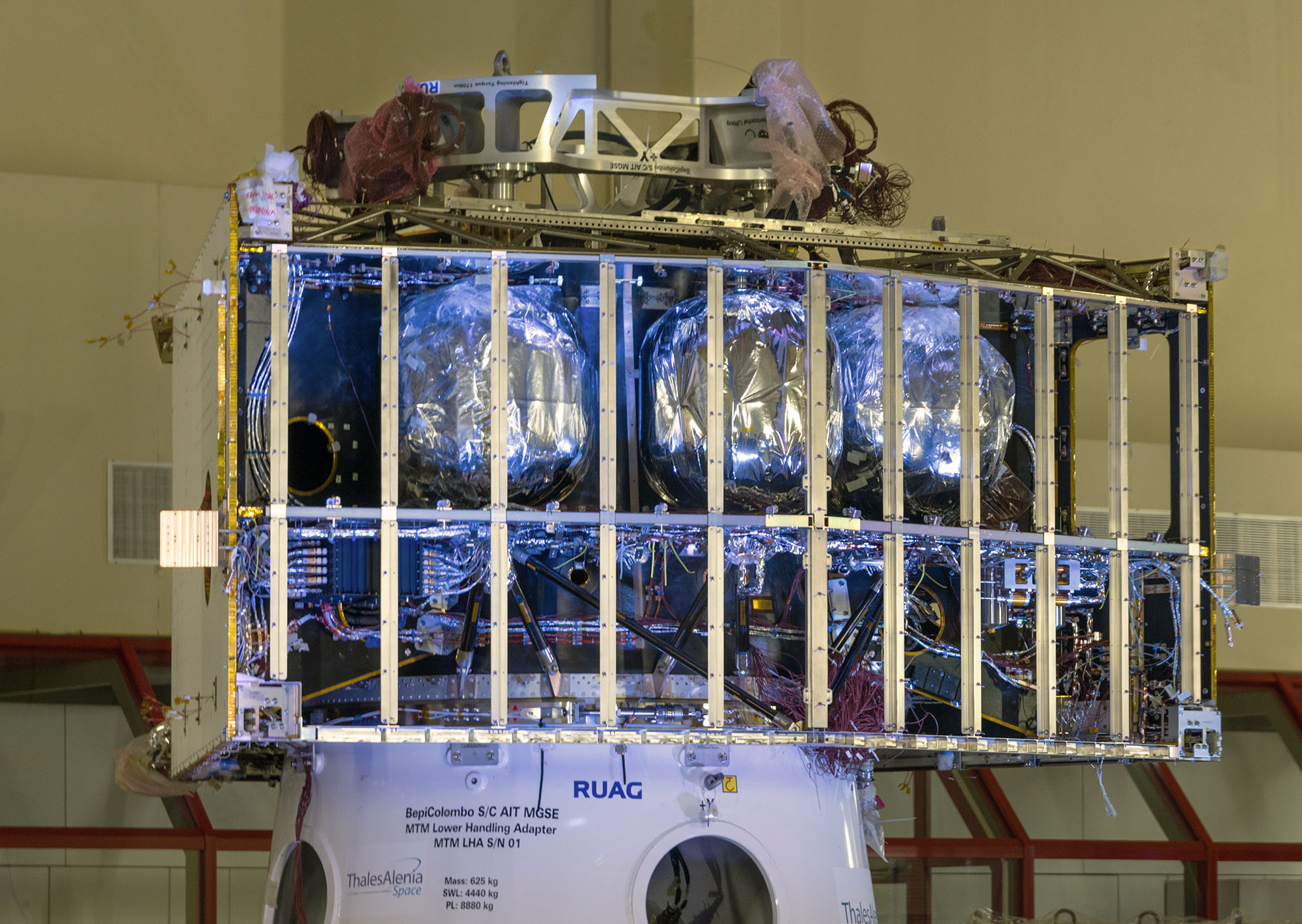
pohonná jednotka před složením

MTM je umístěn v zadní části celku a slouží k pohonu při přeletu ze Země k Merkuru a k brzdění po příletu. Nenese žádný podstatný vědecký přístroj.
Modul je osazen dvěma pohonnými systémy: elektrický iontový a standardní chemický používající Monomethylhydrazin a oxid dusičitý. Chemický se využije při odletu z nízké oběžné dráhy Země a elektrický během přeletu k cíli. Dvojitý iontový motor QinetiQ T6 zvládne kombinovaný výkon až 290 mN. MTM zásobuje elektřinou obě hibernující družice stejně jako vlastní elektrický pohon.

### Mercury Planetary Orbiter (MPO)

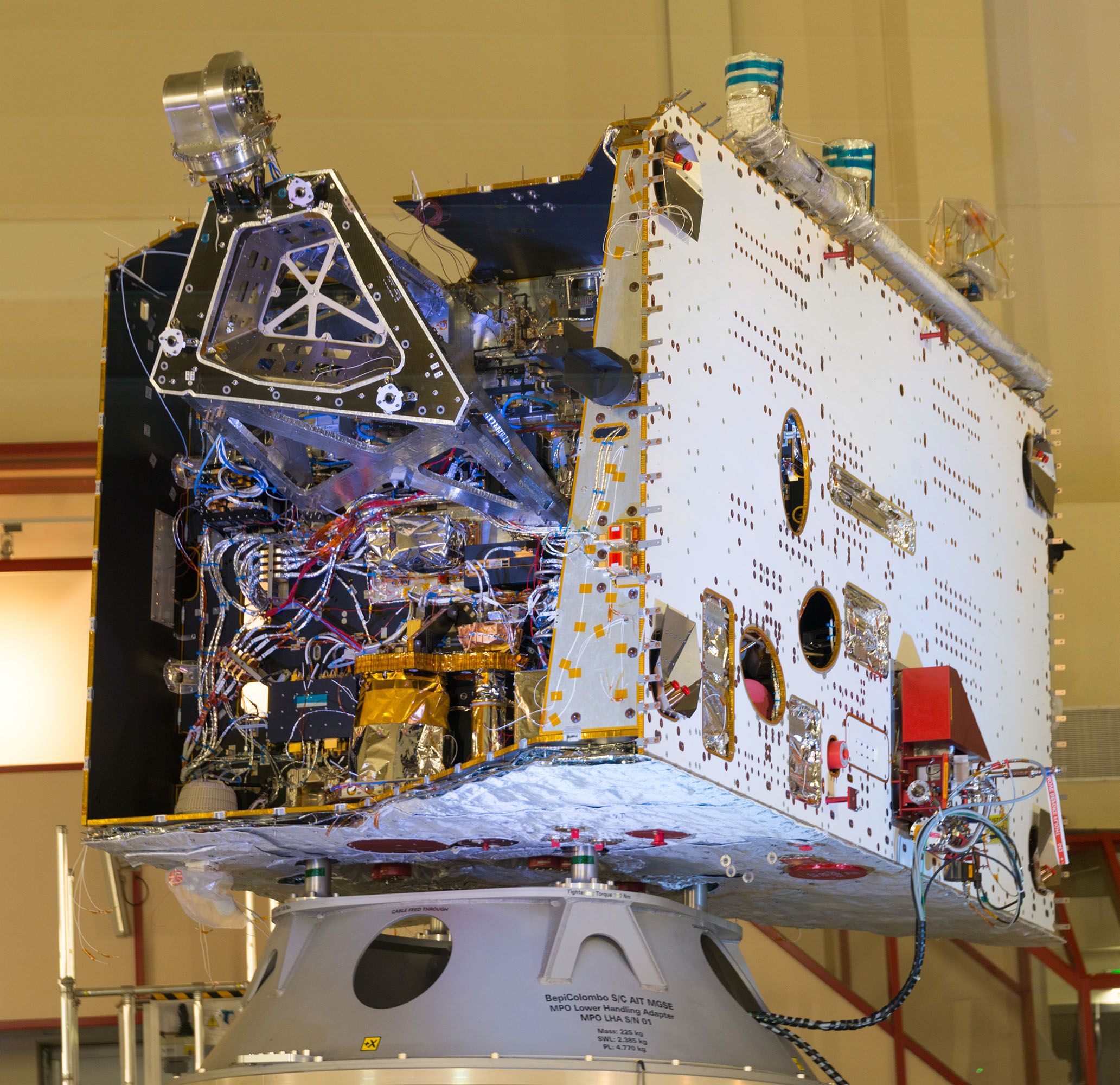
MPO před složením

Družice vybudovaná ESA má hmotnost 1 150 kg a jeho boky jsou pokryty solárními články poskytující až 150 W. Na další straně je připojen radiátor o ploše 1,5 m² pro zajištění regulace teploty. Ten je vždy natočený směrem od Slunce a je chráněn před Infračerveným vyzařováním planety.

#### Vědecké vybavení
- BELA — BepiColombo Laser Altimeter, vyvinutý Švýcarskem a Německem;
- ISA — Italian Spring Accelerometer, vyvinutý Itálií;
- MERMAG — Mercury Magnetometer, vyvinutý Německem a Velkou Británií;
- MERTIS-TIS — Mercury Thermal Infrared Spectrometer, vyvinutý Německem;
- MGNS — Mercury Gamma ray and Neutron Spectrometer, vyvinutý v Rusku;
- MIXS — Mercury Imaging X-ray Spectrometer, vyvinutý Velkou Británií a Finskem;
- MORE — Mercury Orbiter Radio science Experiment, vyvinutý Itálií a USA;
- PHEBUS — Probing of Hermean Exosphere by Ultraviolet Spectroscopy, vyvinutý Francií a Ruskem;
- SERENA — Search for Exosphere Refilling and Emitted Neutral Abundances (analyzátor neutrálních a ionizovaných částic), vyvinutý Itálií, Švédskem, Rakouskem a USA;
- SIMBIO-SYS — Spectrometers and Imagers for MPO BepiColombo Integrated Observatory System (stereo kamery s vysokým rozlišením, spektrometr pro viditelné a blízké infračervené světlo), vyvinutý Itálií, Francií a Švýcarskem;
- SIXS — Solar Intensity X-ray Spectrometer, vyvinutý Finskem a Velkou Británií.

### Mercury Magnetospheric Orbiter (MMO)

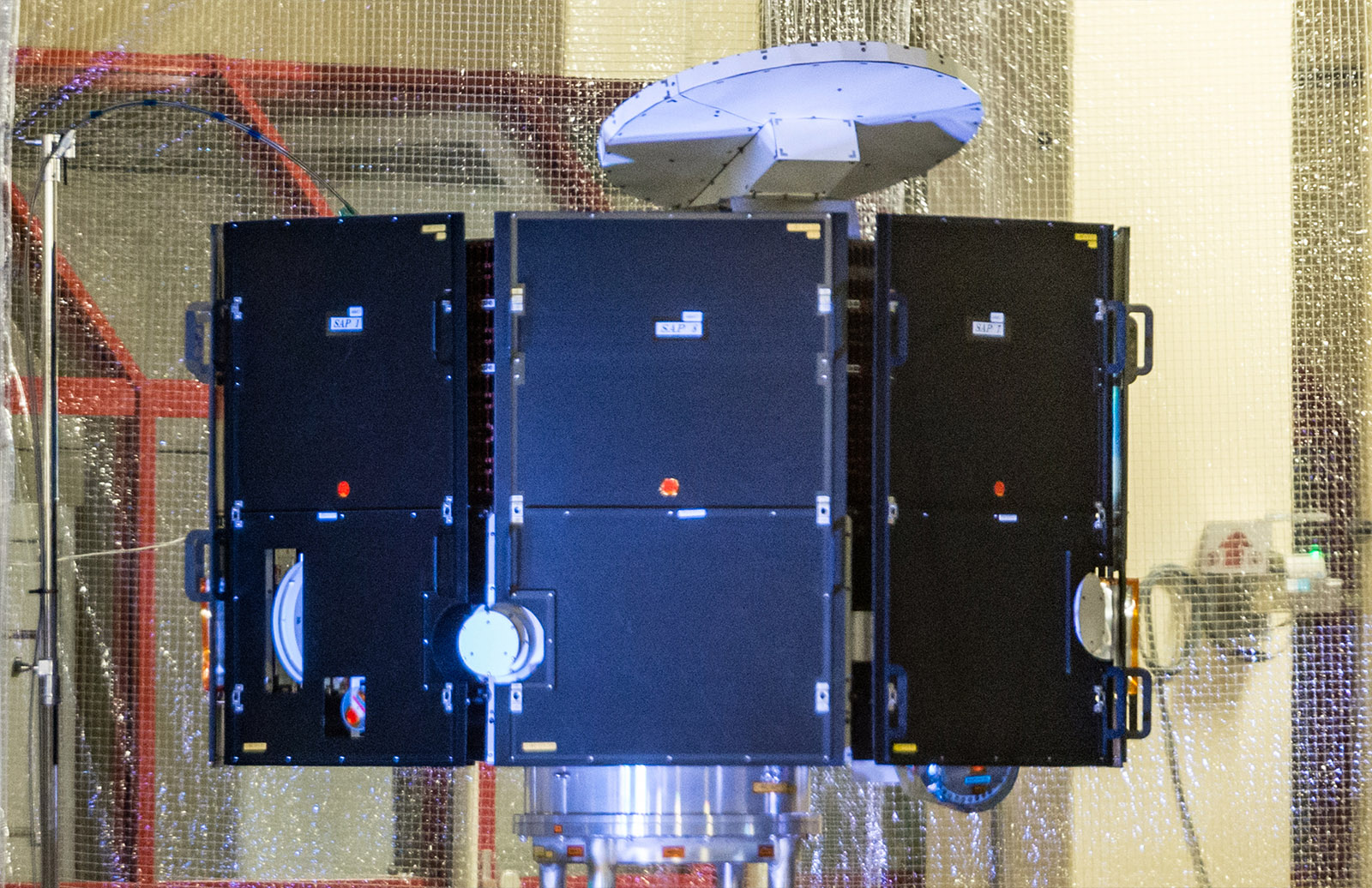
MMO před složením

Japonská družice se bude zabývat především výzkumem magnetického pole.

### Mercury Surface Element (MSE)
Přistávací pouzdro bylo v roce 2003 zrušeno z rozpočtových důvodů. Ještě před zrušením to byl 44 kg vážící modul s očekávanou výdrží jednoho týdne na povrchu planety.